# Werner Faymann
Werner Faymann, né le 4 mai 1960 à Vienne, est un homme d'État autrichien membre du Parti social-démocrate d'Autriche (SPÖ).
Président des Jeunes socialistes de Vienne (de) entre 1981 et 1987, il est d'abord consultant dans une banque, puis directeur général d'une association nationale. En 1985, il est élu membre du Landtag de Vienne. Il intègre l'exécutif de la ville-Land en 1994, comme responsable du Logement.
Il conserve cette responsabilité pendant treize ans, puis devient en janvier 2007 ministre fédéral des Transports dans la grande coalition que forme Alfred Gusenbauer. Il succède à ce dernier comme président fédéral du SPÖ dix-huit mois plus tard.
Ses positions jugées eurosceptiques, partagées par le chancelier, conduisent à des élections législatives en septembre 2008. À l'issue de ce scrutin, dont les sociaux-démocrates sont premiers, il reforme une alliance avec l'ÖVP et se trouve investi chancelier fédéral d'Autriche. Il maintient sa majorité après les élections de 2013. Il démissionne de toutes ses fonctions en mai 2016, après la déroute des candidats des partis de la coalition au premier tour de l'élection présidentielle.

## Biographie

### Jeunesse et débuts en politique
Après avoir obtenu son matura à Vienne, il accomplit son service militaire. Il le termine en 1981 et devient alors le président des Jeunes socialistes de Vienne. En 1983, il organise une manifestation contre la venue du pape Jean-Paul II.

### Vie professionnelle et études
Il commence des études supérieures de droit en 1985, tout en prenant un poste de consultant auprès de la banque Zentralparkasse. Cette même année, il entre au Landtag de Vienne en qualité de suppléant de Herbert Schmidtmeier (de). Il abandonne la présidence régionale des Jeunes socialistes en 1987, puis son emploi et ses études en 1988. En conséquence, il n'a pas de diplôme universitaire. Il est réélu parlementaire aux élections de 1987 et 1991.

### Ascension politique à Vienne
Il retrouve rapidement un travail, en tant que directeur général de l'association des locataires autrichiens, dont il est aussi le président à Vienne. Il renonce à ces responsabilités en 1994, quand le nouveau bourgmestre Michael Häupl le désigne membre de l'exécutif, chargé du Logement et de la Rénovation urbaine. Il est reconduit dans ses fonctions en 1996, en 2001, et enfin en 2005.

### Entrée en politique fédérale

#### Ministre fédéral des Transports
Il fait son entrée en politique fédérale le 11 janvier 2007, lorsqu'il devient ministre fédéral des Transports, de l'Innovation et de la Technologie dans le gouvernement de grande coalition du nouveau chancelier fédéral Alfred Gusenbauer, président fédéral du SPÖ. Il est remplacé par Michael Ludwig (de) au gouvernement de Vienne.

#### Chef de file du SPÖ

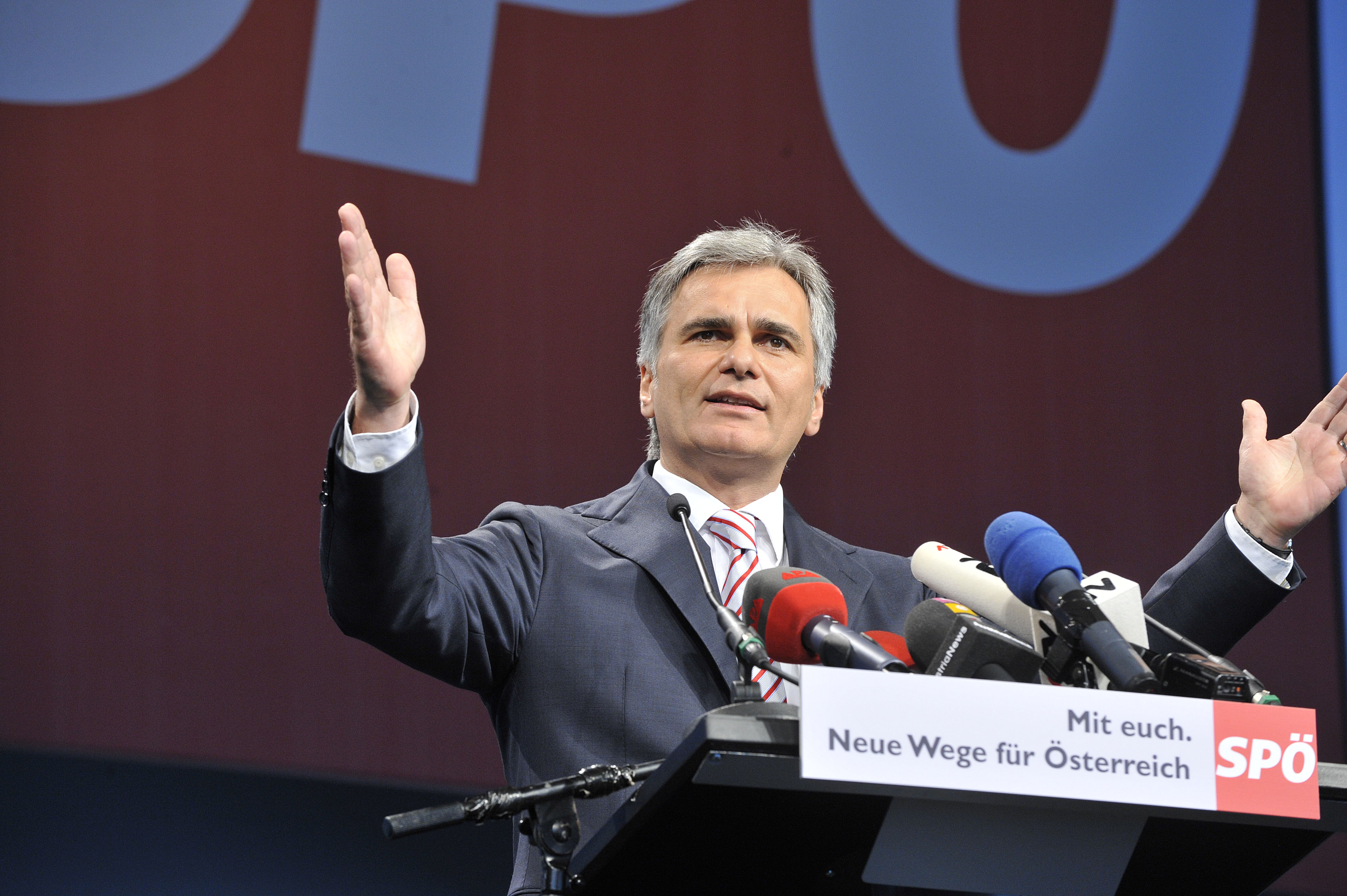
Faymann au XXXXe congrès fédéral du SPÖ le 8 août 2008.

Le 16 juin 2008, Gusenbauer renonce à présider le SPÖ. Le comité directeur fédéral désigne alors Faymann comme président par intérim, jusqu'à la tenue du congrès fédéral. À peine dix jours plus tard, le 26 juin, ils signent ensemble une tribune dans le Kronen Zeitung, dans laquelle ils appellent à ce que toute modification d'un traité européen qui toucherait aux intérêts de l'Autriche soit soumise à référendum.
Cette prise de position provoque la rupture de la coalition formée dix-huit mois plus tôt. Aucune autre majorité n'étant envisageable, des élections législatives anticipées sont convoquées le 28 septembre. Le 7 juillet, les sociaux-démocrates le désignent chef de file pour ce scrutin.
Lors XLe congrès fédéral du SPÖ, réuni à Linz, Werner Faymann est élu président fédéral du Parti social-démocrate par 98,36 % des voix le 8 août.

### Chancelier fédéral

#### Premier mandat

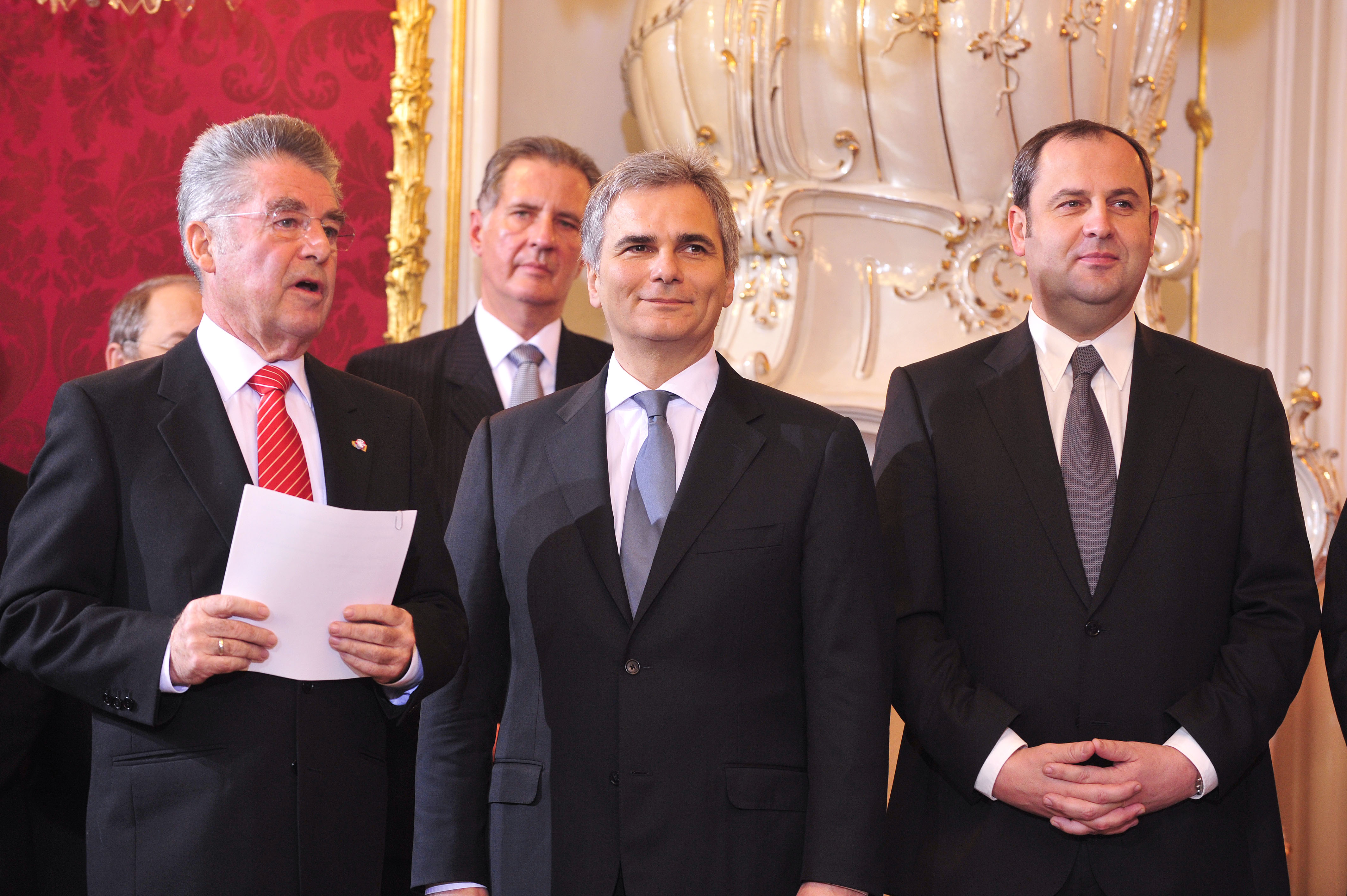
Le président fédéral Heinz Fischer, le chancelier Faymann et le vice-chancelier Josef Pröll lors de l'assermentation du gouvernement le 2 décembre 2008.

Au cours du scrutin, le SPÖ confirme sa position de premier parti autrichien mais se contente de 29,7 % des suffrages et 58 députés au Conseil national, enregistrant ainsi un recul de cinq points et dix sièges. Élu pour la première fois député fédéral, Faymann est chargé le 9 octobre par le président fédéral Heinz Fischer de constituer le nouveau cabinet.
Il reforme alors la grande coalition avec le Parti populaire autrichien (ÖVP) de Josef Pröll, les négociations étant conclues dès le 23 novembre. Le 2 décembre, Werner Faymann est assermenté chancelier fédéral d'Autriche avec l'ensemble de son gouvernement. Sur les douze chanceliers de l'après-guerre, il est le troisième plus jeune au moment de sa prise de fonction, après Leopold Figl et Alfred Gusenbauer.
Au cours de son mandat, il se voit soupçonné d'avoir rétribué des tabloids autrichiens de manière indirecte, leur assurant de bonnes rentrées publicitaires, afin de s'assurer une couverture avantageuse de leur part.
Il est réélu le 13 octobre 2012 président fédéral du SPÖ avec 83,43 %, ce qui représente le plus faible score pour un candidat sans opposant dans l'histoire récente du parti.

#### Second mandat

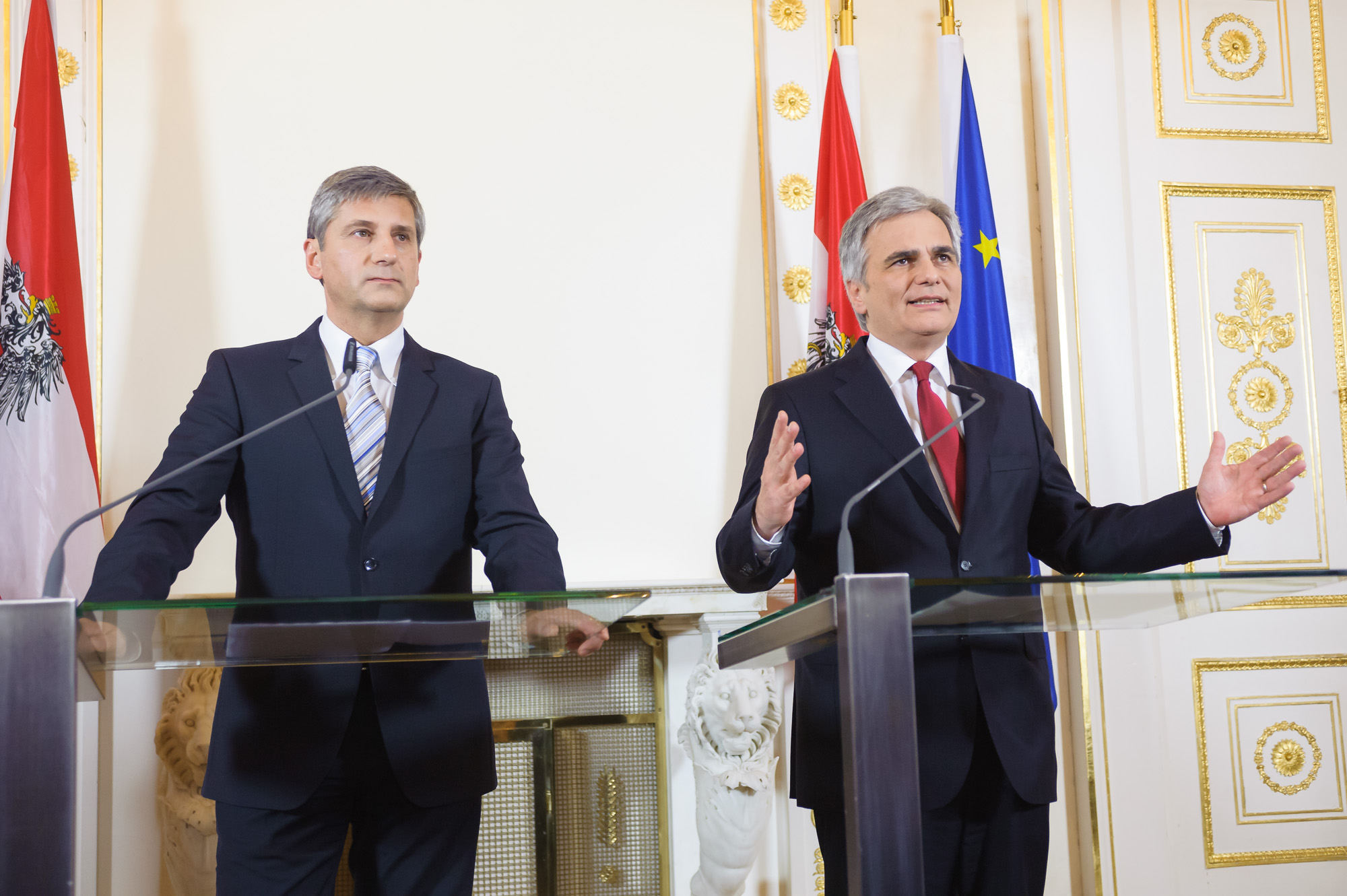
Le chancelier Faymann et le vice-chancelier Michael Spindelegger présentant leur accord de coalition le 12 décembre 2013.

Lors des élections législatives du 29 septembre 2013, le SPÖ est de nouveau en repli, remportant 26,9 % des suffrages et 52 députés sur 183. Il entame aussitôt des négociations avec l'ÖVP dirigé par le vice-chancelier Michael Spindelegger depuis deux ans, qui dispose de 47 parlementaires.
Celles-ci aboutissent au bout de deux mois et demi, et Faymann forme son second gouvernement fédéral dès le 16 décembre. C'est la première fois depuis Franz Vranitzky en janvier 1987 qu'un chancelier social-démocrate entame un second mandat. En outre, jamais une grande coalition n'avait détenu moins de 100 députés et aussi peu de sièges.
En février 2015, il déclenche une polémique en comparant la politique hongroise de gestion des réfugiés aux victimes de la déportation nazie, ce qui entraîne une convocation de l'ambassadeur d'Autriche en Hongrie le 12 février 2015 et des critiques publiques de la part du ministre des Affaires étrangères hongrois Péter Szijjártó. Paradoxalement, au cours de l'année 2015, il finit par rétablir l'ensemble des contrôles aux frontières du pays sauf pour la Suisse, et fait construire le premier mur en barbelés intra-Schengen de l'histoire contre la Slovénie.
En février 2016, il accuse la Grèce de se comporter « comme une agence de voyages » en laissant passer librement les migrants vers l'ouest de l'Europe. Alors que l'Autriche est le pays de l'UE qui a accueilli le plus de migrants par habitant en 2015 après la Suède, il juge inacceptable qu'Athènes laisse passer tous les migrants.

#### Démission
Il déclare le 9 mai 2016 qu'il démissionne de la chancellerie et de la présidence fédérale du SPÖ, prenant acte de la déroute de son parti au premier tour de l'élection présidentielle et de son impopularité croissante. Le vice-chancelier Reinhold Mitterlehner, membre du Parti populaire autrichien (ÖVP), lui succède par intérim à la direction du gouvernement fédéral, tandis que le bourgmestre de Vienne Michael Häupl prend la direction provisoire du SPÖ. C'est alors la première fois depuis Franz Vranitzky en 1997 qu'un chef du gouvernement fédéral abandonne ses responsabilités en cours de mandat.

#### Succession
Sa succession semble alors se jouer entre deux personnalités considérées comme des « pragmatiques » du SPÖ, le président des Chemins de fer fédéraux autrichiens (ÖBB) Christian Kern et le journaliste Gerhard Zeiler (de), le premier étant préféré par au moins quatre présidents régionaux du parti, tandis que le second a les faveurs du président fédéral provisoire du SPÖ ; tous deux risquant d'être mal perçus par l'aile gauche, le président du groupe parlementaire Andreas Schieder pourrait se révéler un candidat de compromis. Toutefois, dès le 10 mai Kern reçoit l'appui officiel des fédérations de Basse-Autriche, Carinthie, Styrie et Vorarlberg, les présidents régionaux de Salzbourg et Tyrol affichant leur préférence personnelle pour lui. Un comité restreint des neuf dirigeants régionaux, convoqué le 13 mai, confirme la désignation prochaine de Kern. Celui-ci prend formellement ses fonctions le 17 mai.

### Vie familiale
Il réside dans l'arrondissement de Liesing à Vienne. Il s'est remarié en 2001 avec Martina Ludwig, de sept ans sa cadette, députée au Landtag de Vienne depuis 1996. Il est père de deux filles, l'ainée étant issue de son premier mariage.

## Annexe